# Aeroportul Île Art – Waala
Aeroportul Île Art – Waala (IATA: BMY, ICAO: NWWC) este un aeroport din Noua Caledonie, Franța ce deservește zona Bélep⁠(d). Aeroportul a fost tranzitat în 2019 de 1.124 de pasageri. A fost numit după zona deservită.
Situat la o altitudine de 93 m, aeroportul dispune de o singură pistă.